# John Marvin Penniston
John Marvin Penniston − trynidadzki bokser.

## Kariera amatorska
W 1993 zdobył srebrny medal na igrzyskach Ameryki Środkowej i Karaibów. W finale przegrał z mistrzem olimpijskim z Barcelony Arielem Hernándezem.
W 1994 reprezentował Trynidad i Tobago na igrzyskach Wspólnoty Narodów w Victorii. W ćwierćfinale pokonał na punkty reprezentanta Jamajki Delroya Hendersona, awansując do półfinału. W półfinale przegrał z reprezentantem Kanady Rowanem Donaldsonem, zdobywając brązowy medal w kategorii średniej.